# Wilhelm-Remy-Gymnasium
Das Wilhelm-Remy-Gymnasium in Bendorf am Rhein ist eine staatliche höhere Schule, in der körperlich behinderte und nicht-behinderte Schüler gemeinsam unterrichtet werden. Es ist das einzige Gymnasium in Rheinland-Pfalz, das seinen Schwerpunkt auf die Integration körperlich beeinträchtigter Kinder und Jugendlicher aller Jahrgangsstufen legt.

## Geschichte
1967 als Staatliches Neusprachliches und Mathematisch-Naturwissenschaftliches Gymnasium Bendorf gegründet, wurde es 1989 nach Wilhelm Remy benannt, einem der ersten deutschen Industriellen, der im 18. Jahrhundert in Bendorf wirkte.
In den 1970er Jahren unterhielt das Gymnasium ein Austauschprogramm mit der Thorpe St Andrew School im englischen Norwich. Seit 1978 besteht eine Schulpartnerschaft mit dem Collège Lelorgne de Savigny in Provins, Frankreich, und seit 1980 eine mit dem Radnóti Miklós Gymnasium in Szeged, Ungarn.
Im Jahr 2014 erhielt das Gymnasium aufgrund des Engagements im mathematisch-naturwissenschaftlichen Bereich die Auszeichnung als MINT-freundliche Schule.
Im Mai 2015 wurde das Wilhelm-Remy-Gymnasium als eine der ersten Schulen in Rheinland-Pfalz durch das Bildungsministerium zur Europaschule ernannt.
Seit 2021 ist die Schule iPad-Pilotschule des Landkreises, seit Ende 2022 können alle Lernenden iPads zur Nutzung im Unterricht ausleihen.

## Erfolge
- 7. Platz bei der Deutschen-Schulschach-Mannschaftsmeisterschaft 2006 in Bad Homburg
- 8. Platz bei der Deutschen-Schulschach-Mannschaftsmeisterschaft 2014 in Bad Harzburg
- Gewinn des Hallenmasters der Schulen in Koblenz (HAMA-Cups) 2007, 2008, 2009
- Gewinn des Basketballcups in Plaidt

## Ehemalige
- Georg Klein (* 1961), Generalmajor des Heeres der Bundeswehr
- Helmut Dieser (* 1962), Bischof des Bistums Aachen, Missbrauchsbeauftragter der Deutschen Bischofskonferenz
- Joachim Paul (* 1970), deutscher Politiker (AfD) und Mitglied im Landtag Rheinland-Pfalz